# Таумако
Таумако (англ. Taumako) — наибольший остров из островов Дафф. Административно входит в состав провинции Темоту государства Соломоновы Острова.

## География
Как и другие острова Дафф, он состоит из базальтовой лавы и пирокластов.

## История
Люди проживали на островах Дафф более 5000 лет. Первые поселенцы этих островов использовали глину и песок для изготовления керамики. Остров был заселён народом Лапита примерно в 900 году до н. э. Небольшое количество керамики, было украшено в характерном стиле Лапита. Первые поселенцы, также изготавливали высоко-качественные каменные инструменты.
Далее на островах поселились меланезийцы. Полинезийцы заселили острова примерно в середине XV века.
Существуют ясные археологические свидетельства, контактов население островов Дафф с другими людьми, населяющими Тихий океан вдали от области Фиджи-Самоа. Основное доказательство — каменные тёсла, найденные на этих островах изготовлены из разновидности базальта, залежи которого найдены на острове Тутуила в Американском Самоа. Однако большинство контактов происходило с островами недалеко от Таумако, особенно с регионом Санта Круз. Из-за широких внешних контактов местное население сочетает в себе черты меланезийцев и полинезийцев.
В доисторическую эпоху жизнь на островах Дафф была далека от идиллии, на островах часто разгорались вспышки инфекций. Также найдены свидетельства смерти местных жителей от ранения копьём.
Первый визит европейцев на острова Дафф состоялся во время экспедиции испанского исследователя Кирос в 1606 году. В одной из поздних археологических раскопок были найдены следы деятельности европейцев.

## Население
Основное население составляют полинезийцы, говорящие на языке пилени.